# 张相国
张相国（?—?），战国人，名不详，赵国的相国。
《战国策》记载张相国是梁国（魏国）人。因为有罪离开梁过去到赵国，在赵国担任相国。张相国始终怀念梁国讨厌赵国，一直想回梁国但没有机会。后有人劝告他赵国的优势和他在赵国的地位，他于是改变立场，成为赵人的长者和善者
。